# Sebastiano Tusa

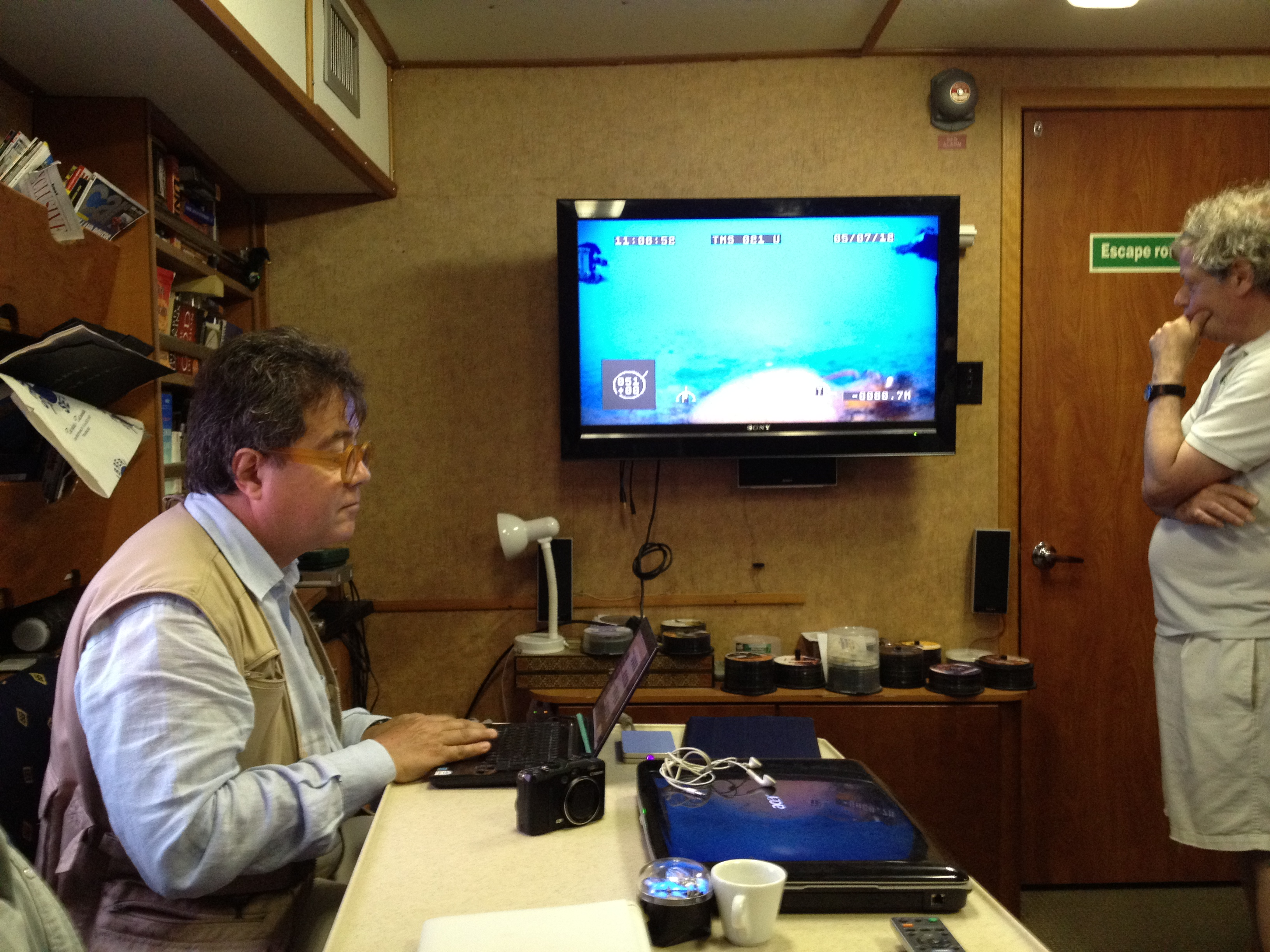
Sebastiano Tusa (links, 2012)

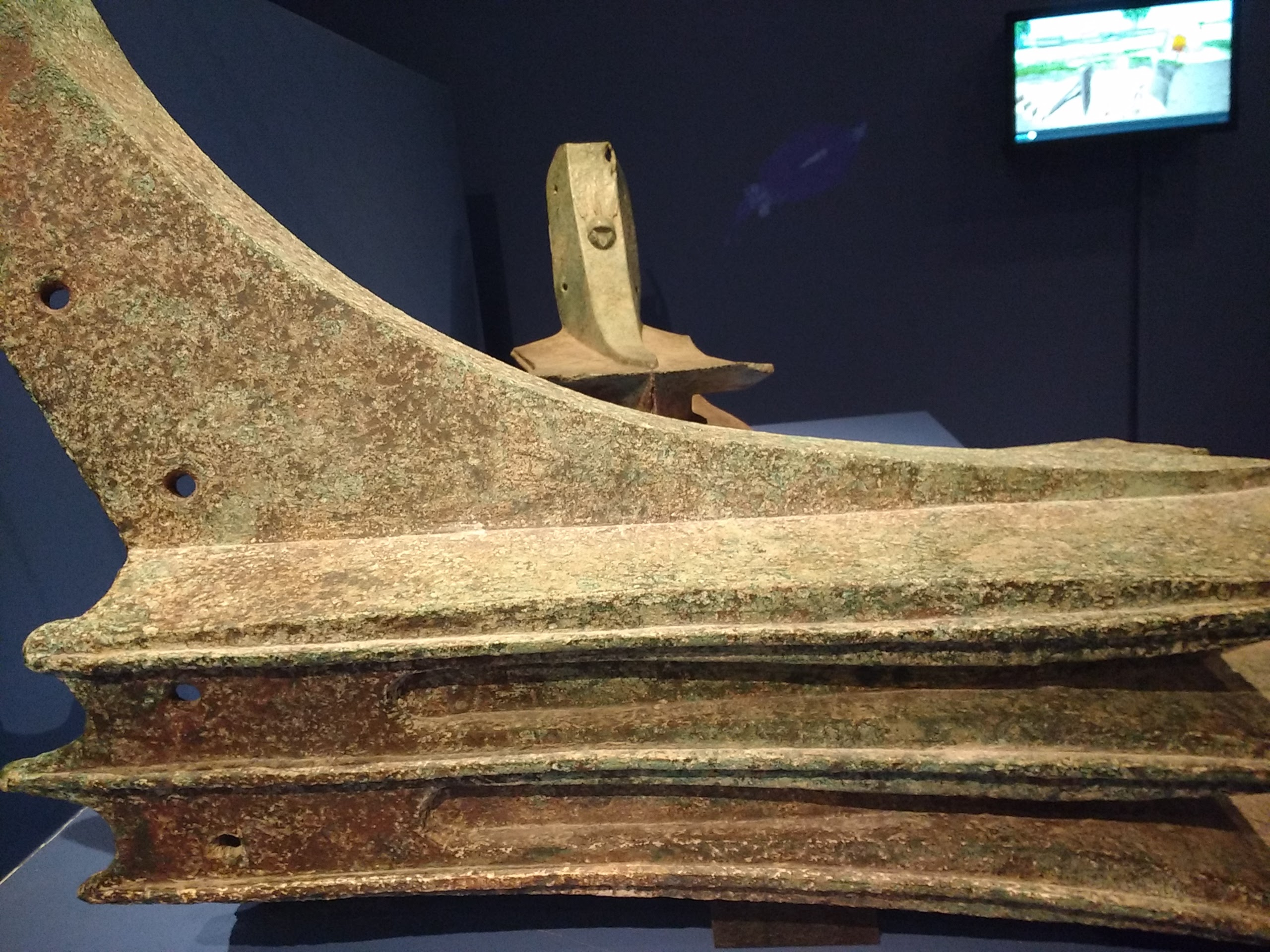
Zwei der Rammsporne im Museum (2016)

Sebastiano Tusa (geboren 2. August 1952 in Palermo; gestorben 10. März 2019 in Bishoftu, Äthiopien) war ein italienischer Archäologe und Kulturpolitiker.

## Leben
Sebastiano Tusa war ein Sohn des Archäologen Vincenzo Tusa. Er studierte Literatur und Paläontologie an der Universität Rom. Ab 1993 arbeitete er als Beamter in der Regionalverwaltung Siziliens und war verantwortlich für die öffentlichen Altertümer in der Provinz Trapani und ab 2004 für die Meeresarchäologie der Provinz. Im April 2018 ersetzte er Vittorio Sgarbi als Assessore ai Beni Culturali della Regione Siciliana (Kulturminister der Region).
Ab ihrer Gründung im Jahr 2004 leitete Tusa die Soprintendenza del Mare und baute diese Denkmalschutzbehörde der Region Sizilien für die Erforschung, den Schutz und das Management des kulturellen Erbes unter Wasser auf. Er lehnte dafür den Ruf auf einen Lehrstuhl der Universität Cagliari ab. In Zusammenarbeit u. a. mit ausgewählten Sporttauchvereinen gelang es der Behörde seither, 27 archäologische Unterwasserparks auszuweisen. Damit gelang es, die wilde Wracktaucherei und den Antikenraub einzudämmen sowie einen Beitrag für die UNESCO-Konvention zum Schutz des kulturellen Erbes unter Wasser zu leisten.
Tusa betrieb Feldforschung und nahm Lehraufträge als Dozent für Paläoethnologie an der Universität Palermo mit Sitz in der Universitätsschule für Archäologische Kulturgüter von Agrigent (1992/1994), für Meeresarchäologie mit Sitz in Trapani wahr, außerdem in Paläontologie an der Università degli Studi Suor Orsola Benincasa in Neapel und an der Universität Bologna. 2015/16 und noch einmal im Sommersemester 2017 war er Gastprofessor an der Universität Marburg.
Tusa forschte ab Beginn seiner wissenschaftlichen Karriere über die Schlacht bei den Ägatischen Inseln, die den Ersten Punischen Krieg im Jahr 241 v. Chr. beendete, und verlegte zunächst den Ort des Geschehens nördlich der Insel Levanzo. Ab dem Jahr 2004 wurden 240 km² Meeresboden mit Unterwasserrobotern durchsucht und es wurden 13 bronzene Rammsporne sowie antike Helme und Amphoren aus dem 3. Jahrhundert v. Chr. geborgen. Die Funde sind in einer zum Museum umgebauten aufgelassenen Thunfischfabrik auf Favignana ausgestellt.
Im Jahr 2008 produzierten Tusa und Folco Quilici einen Dokumentarfilm über die Frühgeschichte der Insel Pantelleria. Ab 2010 war er Ehrenmitglied der Associazione Nazionale Archeologi (ANA). Die von ihm konzipierte Wanderausstellung Im Meer versunken: Sizilien und die Unterwasserarchäologie gastierte 2017 im Rheinischen Landesmuseum Bonn.
Tusa war 2012 Listenkandidat für die Partei Futuro e Libertà per l’Italia bei den Kommunalwahlen in Palermo.
Tusa war Passagier beim Ethiopian-Airlines-Flug 302, der am 10. März 2019 verunglückte. Er war auf dem Weg zu einer Konferenz der UNESCO in Malindi in Kenia.

## Schriften (Auswahl)
- La preistoria nel territorio di Trapani. Marsilio, 1990
- Mozia. Publisicula, 1990
- Sicilia preistorica. Dario Flaccovio, 1994, ISBN 88-7758-227-8
- La Sicilia nella preistoria. Sellerio, 1999, ISBN 88-389-1440-0
- Archeologia e storia nei mari di Sicilia. Magnus, 2010, ISBN 978-88-7057-252-0
- Selinunte. L’Erma di Bretschneider, 2011, ISBN 978-88-8265-592-1
- mit Jeffrey Royal: The landscape of the naval battle at the Egadi Islands (241 B.C.), in: Journal of Roman Archaeology, vol. 25, 2012, S. 7–48 PDF
- Sicilia archeologica. Edizioni di Storia e Studi Sociali, 2015, ISBN 978-88-99168-05-6
- Primo Mediterraneo. Meditazioni sul mare più antico della storia. Edizioni di Storia e Studi Sociali, 2016
- I popoli del Grande Verde. Il Mediterraneo al tempo dei faraoni. Edizioni di Storia e Studi Sociali, 2018

Übersetzungen
- mit George Fletcher: Versunkene Antike : Faszination Unterwasserarchäologie. Mit einem Vorwort von George F. Bass. Übersetzung Bernd Weiß. von Zabern, Darmstadt 2011, ISBN 978-3-8053-4317-6.